# Samoana hamadryas
Samoana hamadryas é uma espécie de gastrópode da família Partulidae.
É endémica da Polinésia Francesa.